# دون كيلي
دون كيلي (بالإنجليزية: Don Kelly)‏ (2 يوليو 1922 - 24 مايو 2009) هو لاعب كرة قدم بريطاني (وحمل سابقاً جنسية المملكة المتحدة لبريطانيا العظمى وأيرلندا) في مركز الهجوم. لعب مع ستافورد رينجرز.